# Codici ICAO Z
Formato dell'elenco:
- sigla ICAO (sigla IATA) – Nome ICAO – traduzione in italiano –Sede

Il prefisso Z è utilizzato per gli aeroporti della Repubblica Popolare Cinese con tre eccezioni:
- ZK è utilizzato per la Corea del Nord
- ZM è utilizzato per la Mongolia
- ZZZZ è un codice speciale utilizzato quando non è presente uno registrato dall'ICAO. È spesso impiegato dagli elicotteri quando non operano da uno scalo principale.

## Z (eccetto ZK, ZM e ZZZZ) - Repubblica Popolare Cinese

### ZB
- ZBAA (PEK) – Aeroporto Internazionale di Pechino Capitale – Pechino
- ZBAD (PKX) – Aeroporto di Pechino-Daxing – Pechino
- ZBCF (CIF) – Aeroporto di Chifeng – Chifeng, Mongolia Interna
- ZBCZ (CIH) – Aeroporto di Changzhi – Changzhi, Shanxi
- ZBDT (DAT) – Aeroporto di Datong – Datong, Shanxi
- ZBHH (HET) – Aeroporto di Hohhot-Baita – Hohhot, Mongolia Interna
- ZBLA (HLD) – Aeroporto di Hailar Dongshan – Hailar, Mongolia Interna
- ZBNY (NAY) – Aeroporto di Pechino Nanyuan – Pechino
- ZBOW (BAV) – Aeroporto di Baotou – Baotou, Mongolia Interna
- ZBSH (SHP) – Aeroporto di Qinhuangdao Shanhaiguan – Qinhuangdao, Hebei
- ZBSJ (SJW) – Aeroporto di Shijiazhuang-Zhengding – Shijiazhuang, Hebei
- ZBTJ (TSN) – Aeroporto di Tianjin-Binhai – Tientsin
- ZBTL (TGO) – Aeroporto di Tongliao – Tongliao, Mongolia Interna
- ZBUL (HLH) – Aeroporto di Ulanhot – Ulanhot, Mongolia Interna
- ZBUH (WUA) – Aeroporto di Wuhai – Wuhai, Mongolia Interna
- ZBXT (XNT) – Aeroporto di Xingtai – Xingtai, Hebei
- ZBYN (TYN) – Aeroporto di Taiyuan Wusu – Taiyuan, Shanxi

### ZG
- ZGBH (BHY) – Aeroporto di Beihai – Beihai, Guangxi
- ZGGG (CAN) – Aeroporto Internazionale di Canton-Baiyun – Canton, Guangdong
- ZGHA (CSX) – Aeroporto di Changsha-Huanghua – Changsha, Hunan
- ZGHY (HNY) – Aeroporto di Hengyang – Hengyang, Hunan
- ZGKL (KWL) – Aeroporto Internazionale di Guilin Liangjiang – Guilin, Guangxi
- ZGNN (NNG) – Aeroporto Internazionale di Nanning Wuxu – Nanning, Guangxi
- ZGOW (SWA) – Aeroporto di Shantou – Shantou, Guangdong
- ZGSD (ZUH) – Aeroporto Internazionale di Zhuhai – Zhuhai, Guangdong
- ZGSY (SYX) – Aeroporto Internazionale di Sanya Fenghuang – Sanya, Hainan
- ZGSZ (SZX) – Aeroporto di Shenzhen-Bao'an – Shenzhen, Guangdong
- ZGWZ (WUZ) – Aeroporto di Wuzhou Changzhoudao – Wuzhou, Guangxi
- ZGZH (LZH) – Aeroporto di Liuzhou – Liuzhou, Guangxi
- ZGZJ (ZHA) – Aeroporto di Zhanjiang – Zhanjiang, Guangdong

### ZH
- ZHAY (AYN) – Aeroporto di Anyang – Anyang, Henan
- ZHCC (CGO) – Aeroporto Internazionale di Zhengzhou Xinzheng – Zhengzhou, Henan
- ZHHH (WUH) – Aeroporto di Wuhan Tianhe – Wuhan, Hubei
- ZHLY (LYA) – Aeroporto di Luoyang – Luoyang, Henan
- ZHNY (NNY) – Aeroporto di Nanyang – Nanyang, Henan
- ZHSS (SHS) – Aeroporto di Shashi – Shashi (Jingzhou), Hubei
- ZHXF (XFN) – Aeroporto di Xiangfan – Xiangfan, Hubei
- ZHYC (YIH) – Aeroporto di Yichang – Yichang, Hubei

### ZJ
- ZJHK[1] (HAK) – Aeroporto Internazionale di Haikou Meilan – Haikou, Hainan
- ZJSY (SYX) – Aeroporto Internazionale di Sanya Phoenix – Sanya, Hainan

### ZL
- ZLAN (LHW) – Aeroporto di Lanzhou – Lanzhou, Gansu
- ZLDH (DNH) – Aeroporto di Dunhuang – Dunhuang, Gansu
- ZLGM (GOQ) – Aeroporto di Golmud – Golmud, Qinghai
- ZLHZ (HZG) – Aeroporto di Hanzhong – Hanzhong, Shaanxi
- ZLIC (INC) – Aeroporto di Yinchuan Hedong – Yinchuan, Ningxia
- ZLJN (JNG) – Aeroporto di Jining – Jining, Shandong
- ZLJQ (CHW) – Aeroporto di Jiuquan – Jiuquan, Gansu
- ZLLL (ZGC) – Aeroporto di Lanzhou Zhongchuan (Lanzhou West Airport) – Lanzhou, Gansu
- ZLQY (IQN) – Aeroporto di Qingyang – Qingyang, Gansu
- ZLXN (XNN) – Aeroporto di Xining Caojiabu – Xining, Qinghai
- ZLXY (XIY) – Aeroporto Internazionale di Xi'an Xianyang – Xi'an, Shaanxi
- ZLYA (ENY) – Aeroporto di Yan'an – Yan'an, Shaanxi
- ZLYL (UYN) – Aeroporto di Yulin – Yulin, Shaanxi

### ZP
- ZPBS (BSD) – Aeroporto di Baoshan – Baoshan, Yunnan
- ZPJH (JHG) – Aeroporto di Xishuangbanna Gasa – Jinghong, Yunnan
- ZPLJ (LJG) – Aeroporto di Lijiang – Lijiang, Yunnan
- ZPLX (LUM) – Aeroporto di Luxi Mangshi – Luxi City, Yunnan
- ZPPP (KMG) – Aeroporto Internazionale di Kunming Wujiaba – Kunming, Yunnan
- ZPSM (SYM) – Aeroporto di Simao – Simao, Yunnan
- ZPZT (ZAT) – Aeroporto di Zhaotong – Zhaotong, Yunnan

### ZS
- ZSAM (XMN) – Aeroporto Internazionale di Xiamen Gaoqi – Xiamen, Fujian
- ZSAQ (AQG) – Aeroporto di Anqing – Anqing, Anhui
- ZSBB (BFU) – Aeroporto di Bengbu – Bengbu, Anhui
- ZSCG (CZX) – Aeroporto di Changzhou Benniu – Changzhou, Jiangsu
- ZSCN (KHN) – Aeroporto Internazionale di Nanchang Changbei – Nanchang, Jiangxi
- ZSFY (FUG) – Aeroporto di Fuyang – Fuyang, Anhui
- ZSFZ (FOC) – Aeroporto Internazionale di Fuzhou Changle – Fuzhou, Fujian
- ZSGZ (KOW) – Aeroporto di Ganzhou Huangjin – Ganzhou, Jiangxi
- ZSHC (HGH) – Aeroporto Internazionale di Hangzhou Xiaoshan – Hangzhou, Zhejiang
- ZSJD (JDZ) – Aeroporto di Jingdezhen – Jingdezhen, Jiangxi
- ZSJJ (JIU) – Aeroporto di Jiujiang Lushan – Jiujiang, Jiangxi
- ZSJN (TNA) – Aeroporto di Jinan Yaoqiang – Jinan, Shandong
- ZSLG (LYG) – Aeroporto di Lianyungang – Lianyungang, Jiangsu
- ZSLQ (HYN) – Aeroporto di Huangyan Luqiao – Huangyan, Zhejiang
- ZSNB (NGB) – Aeroporto Internazionale di Ningbo Lishe – Ningbo, Zhejiang
- ZSNJ (NKG) – Aeroporto Internazionale di Nanjing Lukou – Nanchino, Jiangsu
- ZSOF (HFE) – Aeroporto Internazionale di Hefei Luogang – Hefei, Anhui
- ZSPD (PVG) – Aeroporto Internazionale di Shanghai Pudong – Shanghai
- ZSQD (TAO) – Aeroporto Internazionale di Qingdao Liuting – Qingdao, Shandong
- ZSQZ (JJN) – Aeroporto di Quanzhou Jinjiang – Quanzhou, Fujian
- ZSSL – Aeroporto di Longhua – Shanghai
- ZSSS (SHA) – Aeroporto Internazionale di Shanghai Hongqiao – Shanghai
- ZSSZ (SZV) – Aeroporto di Suzhou Guangfu – Suzhou, Jiangsu
- ZSTX (TXN) – Aeroporto Internazionale di Huangshan Tunxi – Huangshan, Anhui
- ZSWF (WEF) – Aeroporto di Weifang – Weifang, Shandong
- ZSWX (WUX) – Aeroporto di Wuxi – Wuxi, Jiangsu
- ZSWY (WUS) – Aeroporto di Nanping Wuyishan – Wuyishan, Nanping, Fujian
- ZSWZ (WNZ) – Aeroporto Internazionale di Wenzhou – Wenzhou, Zhejiang
- ZSXZ (XUZ) – Aeroporto di Xuzhou – Xuzhou, Jiangsu
- ZSYT (YNT) – Aeroporto di Yantai Laishan – Yantai, Shandong
- ZSYW (YIW) – Aeroporto di Yiwu – Yiwu, Zhejiang
- ZSZS (HSN) – Aeroporto di Zhoushan – Zhoushan, Zhejiang

### ZU
- ZUBD (BPX) – Aeroporto di Qamdo Bangda – Bangda, Tibet
- ZUCK (CKG) – Aeroporto Internazionale di Chongqing Jiangbei – Chongqing
- ZUDX (DAX) – Aeroporto di Dachuan – Dazhou, Sichuan
- ZUGY (KWE) – Aeroporto di Guiyang Longdongbao – Guiyang, Guizhou
- ZUJZ (JZH) – Aeroporto di Jiuzhaigou Huanglong – Songpan, Sichuan
- ZULS (LXA) – Aeroporto di Lhasa Gonggar – Lhasa, Tibet Autonomous Region
- ZUNC (NAO) – Aeroporto di Nanchong – Nanchong, Sichuan
- ZUTR (TEN) – Aeroporto di Tongren Daxing – Tongren, Guizhou
- ZUUU (CTU) – Aeroporto di Chengdu-Shuangliu – Chengdu, Sichuan
- ZUXC (XIC) – Aeroporto di Xichang Qingshan – Xichang, Sichuan
- ZUYB (YBP) – Aeroporto di Yibin – Yibin, Sichuan
- ZUZY (ZYI) – Aeroporto di Zunyi – Zunyi, Guizhou

### ZW
- ZWAK (AKU) – Aeroporto di Aksu – Aksu, Xinjiang
- ZWAT (AAT) – Aeroporto di Altay – Altay, Xinjiang
- ZWFY (FYN) – Aeroporto di Fuyun – Fuyun, Xinjiang
- ZWHM (HMI) – Aeroporto di Hami – Hami (Kumul), Xinjiang
- ZWKC (KCA) – Aeroporto di Kuqa – Kuqa (Kucha), Xinjiang
- ZWKL (KRL) – Aeroporto di Korla – Korla, Xinjiang
- ZWKM (KRY) – Aeroporto di Karamay – Karamay, Xinjiang
- ZWSH (KHG) – Aeroporto di Kashgar - Kashgar (Kashi), Xinjiang
- ZWTN (HTN) – Aeroporto di Hotan – Hotan (Khotan), Xinjiang
- ZWWW (URC) – Aeroporto di Ürümqi-Diwopu – Ürümqi, Xinjiang
- ZWYN (YIN) – Aeroporto di Yining – Yining, Xinjiang

### ZY
- ZYAS (AOG) – Aeroporto di Anshan – Anshan, Liaoning
- ZYCC (CGQ) – Aeroporto Internazionale di Changchun Longjia – Changchun, Jilin
- ZYDD (DDG) – Aeroporto di Dandong – Dandong, Liaoning
- ZYHB (HRB) – Aeroporto Internazionale di Harbin-Taiping – Harbin, Heilongjiang
- ZYHE (HEK) – Aeroporto di Heihe – Heihe, Heilongjiang
- ZYJL (JIL) – Aeroporto di Jilin – Jilin City,  Jilin
- ZYJM (JMU) – Aeroporto di Jiamusi – Jiamusi, Heilongjiang
- ZYJZ (JNZ) – Aeroporto di Jinzhou – Jinzhou, Liaoning
- ZYMD (MDG) – Aeroporto di Mudanjiang – Mudanjiang, Heilongjiang
- ZYQQ (NDG) – Aeroporto di Qiqihar – Qiqihar, Heilongjiang
- ZYTL (DLC) – Aeroporto Internazionale di Dalian Zhoushuizi – Dalian, Liaoning
- ZYTN (TNH) – Aeroporto di Tonghua Liuhe – Tonghua,  Jilin
- ZYTX (SHE) – Aeroporto Internazionale di Shenyang Taoxian – Shenyang, Liaoning
- ZYYJ (YNJ) –  Aeroporto di Yanji Chaoyangchuan – Yanji,  Jilin

## ZK - Corea del Nord
- ZKPY (FNJ) – Aeroporto internazionale di Sunan – Pyongyang

## ZM - Mongolia
- ZMAH (AVK) – Aeroporto di Arvaikheer – Arvajhėėr, Ôvôrhangaj
- ZMAT (LTI) – Aeroporto di Altai – Altaj, Gov'-Altaj
- ZMBH (BYN) – Aeroporto di Bayankhongor – Bajanhongor, Bajanhongor
- ZMBN (UGA) – Aeroporto di Bulgan – Bulgan, Bulgan
- ZMBS –       Aeroporto di Bulgan Airport, Khovd – Bulgan, Khovd, Hovd
- ZMBU (UUN) – Aeroporto di Baruun-Urt – Baruun-Urt, Sùhbaatar
- ZMCD (COQ) – Choibalsan Airport – Aeroporto di Choibalsan – Choibalsan, Dornod
- ZMDZ (DLZ) – Aeroporto di Dalanzadgad – Dalanzadgad, Provincia dell'Ômnôgov'
- ZMHH (KHR) – Aeroporto di Kharkhorin – Kharkhorin, Ôvôrhangaj
- ZMHU (HJT) – Aeroporto di Khujirt – Khujirt, Ôvôrhangaj
- ZMKD (HVD) – Aeroporto di Khovd – Hovd, Hovd
- ZMMG (MXW) – Aeroporto di Mandalgovi – Mandalgov', Dundgov'
- ZMMN (MXV) – Aeroporto di Mörön – Môrôn, Hôvsgôl
- ZMTG (TSZ) – Aeroporto di Tsetserleg – Tsetserleg, Arhangaj
- ZMUB (ULN) – (già Buyant Ukhaa Airport) – Aeroporto Internazionale Gengis Khan (in precedenza Aeroporto di Buyant Ukhaa) – Ulan Bator (Ulaanbaatar)
- ZMUG (ULO) – Aeroporto di Ulaangom – Ulaangom, Uvs
- ZMUH (UNR) – Aeroporto di Öndörkhaan – Ôndôrhaan, Hėntij
- ZMUL (ULG) – Aeroporto di Ôlgij – Ôlgij, Bajan-Ôlgij